# Asteria (danaide)
En la mitología griega, Asteria (Ἀστερία / Astería) es una de las cincuenta Danaides, hija de Dánao, rey de Argos, y de Atlantea o de Febe, ninfas hamadríades.
Fue casada con Queto, uno de los cincuenta hijos de Egipto y, como sus hermanas, le mató en la noche de bodas. Cumple condena junto a ellas en el Hades, llenando eternamente una vasija con agujeros